# Dioscorea sumiderensis
Dioscorea sumiderensis là một loài thực vật có hoa trong họ Dioscoreaceae. Loài này được B.G.Schub. & O.Téllez mô tả khoa học đầu tiên năm 1991.